# Mille lire al mese (film)
Mille lire al mese è un film del 1939 diretto da Massimiliano Neufeld.

## Trama
Un ingegnere elettronico viene chiamato dalla direzione della televisione ungherese per collaudare i nuovi impianti televisivi. Giunge nella capitale, Budapest, insieme alla fidanzata, alla stazione ha modo di scontrarsi e schiaffeggiare proprio il direttore della televisione magiara, ignorando chi fosse.
La fidanzata per rimediare alle conseguenze che potrebbero derivare dallo scontro, si reca nella farmacia di un suo amico, gli chiede di sostituirsi all'ingegnere e di presentarsi al direttore della TV, facendosi passare per il tecnico televisivo, nel primo giorno di lavoro.
Il direttore però segue il lavoro del nuovo assunto e, nel frattempo, gli corteggia pure la fidanzata. Alla fine, quando l'equivoco sarà chiarito, si ritirerà in buon ordine.

## Produzione
Il film è stato realizzato negli stabilimenti SAFA di Roma.
Commedia di ambiente ungherese, come erano molti film di quell'epoca, prende spunto dagli esperimenti di trasmissioni televisive, che in quel periodo si svolgevano anche in Italia. Le trasmissioni sperimentali erano irradiate dalle stazioni di Roma, Milano, Torino: molti negozi avevano già in vetrina i nuovi apparecchi, ma la guerra interruppe tutto. Bisognerà aspettare il dopoguerra per i nuovi esperimenti, che portarono all'inizio delle trasmissioni nel 1954.
Diventerà molto popolare (più dello stesso film) l'omonima canzone Mille lire al mese di Carlo Innocenzi e Alessandro Sopranzi.
Il film segnò il debutto cinematografico di Adriano Rimoldi.

## Promozione

### Manifesti e locandine
La realizzazione dei manifesti del film, per l'Italia, fu affidata al pittore cartellonista Anselmo Ballester, spettacolare il 140x200, dove appare, per la prima volta uno schermo televisivo, dal quale sembra uscire il volto di Alida Valli.

## Accoglienza

### Critica
Luigi Chiarelli, su Film del 7 gennaio 1939: "La trama sembra complicata a raccontarla, ma tutto è esposto con tanta chiarezza e gli episodi si seguono con logica così spontanea e conseguente, che per lo spettatore ogni cosa appare logica e naturale".
Mario Pannunzio, nelle pagine di Omnibus del 21 gennaio 1939 «È bastato che qualche critico appassionato raccomandasse con melliflua simpatia di vedere Mille lire al mese, perché un pubblico innumerevole accorresse a riempire la sala del Corso Cinema, obbligando i ritardatari, la seconda sera a seguire in piedi la proiezione. Ma davvero il pubblico si diverte in quel modo? Quei personaggi sollevati da onde schiumose e sbattuti qua e là come relitti di un misero naufragio, potevano destare qualche sorriso...»